# Kościół Matki Bożej Cudownej w Rzymie
Kościół Matki Bożej Cudownej w Rzymie (wł. Santa Maria dei Miracoli, łac. Sanctae Mariae Miracolorum) – barokowa świątynia rzymskokatolicka w rione Campo Marzio przy Piazza del Popolo. Prace budowlane kościoła prowadzone były przez rzymskiego architekta Carlo Rainaldi, natomiast obecny kształt kościoła jest dziełem Carlo Fontany. Architekt zakończył prace budowlane obiektu w latach 1677-81, których zwieńczeniem było nakrycie kościoła kopułą.
Opiekę nad świątynią sprawują ojcowie z Bétharram (Zgromadzenie Najświętszego Serca Jezusowego).

## Zabytki
- obraz Matki Bożej Cudownej
- pomniki nagrobne przedstawicieli rodu Gastaldi ozdobione personifikacjami wiary, nadziei, roztropności i umiarkowania
- pomnik kardynała Girolamo Gastaldi
- pomnik Benedetto Gastaldi